# Niżnia Śnieżna Ławka
Niżnia Śnieżna Ławka (słow. Nižná snežná lávka, ok. 2290 m) – przełęcz między Śnieżnymi Kopami w głównej grani Tatr Wysokich na obszarze słowackich Tatr. Znajduje się w niej między Małą Śnieżną Kopą (na północnym zachodzie) a Pośrednią Śnieżną Kopą (na południowym wschodzie). Ku północy z przełęczy opada 30-metrowej wysokości depresja na zawalony piargami lub śniegiem taras zawieszony nad Kaczym Żlebem Jest to Śnieżna Galeria. Depresja jest bardzo krucha i czym niżej, tym bardziej stroma. Ku południowemu zachodowi, do Żelaznej Kotliny, z przełęczy opada wąski i kruchy żleb. Prowadzi nim droga wspinaczkowa nr 2 będąca najłatwiejszym sposobem wejścia na przełęcz.

## Drogi wspinaczkowe
1. Grań ze Wschodnich na Zachodnie Żelazne Wrota; maksymalne trudności IV w skali tatrzańskiej, czas przejścia 1 godz.
2. Południowo-zachodnim żlebem; II[2].